# Jean Bertho
Pour les articles ayant des titres homophones, voir Jean Bertaud et Jean Bertaut.
Pour les articles homonymes, voir Bertho.
Jean Bertho est un acteur et réalisateur français, né le 23 janvier 1928 à Pont-à-Mousson (Meurthe-et-Moselle) et mort le 4 janvier 2023 dans le 14e arrondissement de Paris.
Sa participation régulière aux Jeux de 20 heures et à d'autres émissions télévisées en fit un visage familier des Français. Il fut également un des animateurs de l'émission C'est pas sérieux de Jean Amadou, des années 1970 au début des années 1980.

## Biographie

### Origines et formation
Jean Bertho naît sous le nom d'état-civil de Jean René Albert Berthollier le 23 janvier 1928 à Pont-à-Mousson,.
Il commence par suivre les cours du conservatoire d'art dramatique de Nancy puis les cours de Charles Dullin à Paris où il côtoie Jean Rochefort et Jean-Pierre Marielle.

### Carrière
Jean Bertho est comédien de 1949 à 1959, apparaissant dans une trentaine de films, téléfilms, ou pièces de théâtre.
Puis il devient en 1961 collaborateur permanent du magazine télévisé d'actualités Cinq colonnes à la une, réalisant plusieurs reportages dans le Sud-Est asiatique. À partir de 1965, il réalise diverses émissions télévisées, comme Lectures pour tous ou En votre âme et conscience, ainsi que vingt-trois films de la série Les Cousins produits par Pierre Desgraupes, plusieurs dramatiques (Carlo Goldoni, Soirée Courteline), et de nombreuses émissions de variété radiodiffusées, dont Musicorama et L'Invité du dimanche.
De 1974 à 1982, il participe tous les dimanches midi à l'émission télévisée satirique de Jean Amadou C'est pas sérieux,. Il est ensuite producteur et animateur de Télé à la Une sur TF1, puis, de 1984 à 1985, de l'émission Les Choses du lundi.
Pendant ces dernières années, il est également un participant régulier des Jeux de 20 heures. Après la privatisation de TF1 en 1987, il écrit, produit et réalise pour Antenne 2 Ça va faire beau et une série d'émissions d'humour, Rigol'été, avant de devenir en 1989 le premier directeur du théâtre Alexandre-Dumas de Saint-Germain-en-Laye.
A compter de 1990, il se consacre à l'écriture, rédigeant par exemple une bibliographie d'Yvan Goll publiée dans la revue Europe.

### Vie privée
Jean Bertho a été marié à Mathilde, enseignante.

### Mort
Jean Bertho s'est éteint le 4 janvier 2023 dans le 14e arrondissement de Paris.

## Filmographie

### Acteur
- 1950 : La Marie du port, film de Marcel Carné
- 1958 : La caméra explore le temps (La Mort de Marie-Antoinette, émission télévisée de Stellio Lorenzi) : Larivière
- 1959 : Le Testament du docteur Cordelier, téléfilm de Jean Renoir : un passant lors de l'agression de la fillette
- 1959 : Les Givrés, film d'Alain Jaspard : l'interviewer
- 1959 :  Meurtre au ralenti de Jean-Paul Carrère
- 1962 : L'inspecteur Leclerc enquête de Marcel Bluwal, épisode : Signé Santini, (série télévisée) : le guide

### Réalisateur
- 1965 : Dim Dam Dom, émission télévisée
- 1966-1968 : En votre âme et conscience, série télévisée : Le Secret de la mort de Monsieur Rémy (1966), L'Affaire Dumollard (1967), L'Affaire Jobard (1967) et L'Affaire Beiliss (1968)
- 1969 : Sérieux s'abstenir, émission télévisée
- 1969 : La Veuve rusée (de Carlo Goldoni), téléfilm
- 1973 : Un client sérieux (de Georges Courteline), téléfilm
- 1974 : Les Balances (de Georges Courteline), téléfilm
- 1974 : Le Droit aux étrennes (de Georges Courteline), téléfilm
- 1974 : Le commissaire est bon enfant (de Georges Courteline), téléfilm
- 1974 : Monsieur Badin (de Georges Courteline), téléfilm

### Assistant réalisateur
- 1960 au cinéma : La pendule à Salomon de Vicky Ivernel, puis de Jean Chérasse
- 1962 : Nous irons à Deauville de Francis Rigaud

### Divers
- 2005 : Remembering History, émission télévisée : Directeur Massu interview

### Participation
- 1976 : Les Jeux de 20 heures, émission télévisée

### Images d'archives
- 1994 : De Serge Gainsbourg à Gainsbarre de 1958 à 1991, DVD

## Théâtre
- 1948 : Léandre Grosse de Thomas-Simon Gueullette, adaptation et mise en scène de Jean Berthollier avec Dominique Remy, Hubert de Lapparent, théâtre de Poche
- 1948 : Les Mardis du Vieux Colombier
- 1949 : Le Baladin du monde occidental de Synge, théâtre de la Cité universitaire : le Baladin
- 1949 : La Perle de la Canebière d'Eugène Labiche et Marc-Michel, mise en scène André Barsacq, théâtre de l'Atelier : Godefroy
- 1950 : Le Bal des voleurs : Gustave
- 1950 : L'Enterrement, théâtre de l'Atelier, mise en scène André Barsacq : M. Godeaux
- 1950 : Antigone, de Jean Anouilh : le Messager
- 1950 :  Les 37 Sous de M. Montaudoin, théâtre de l'Atelier, mise en scène André Barsacq : Isidore
- 1952 : Henri IV,  de Luigi Pirandello, théâtre de l'Atelier, mise en scène André Barsacq : Ariald
- 1952 : L'Île au trésor, théâtre de la Porte-Saint-Martin, mise en scène de Maurice Jacquemont
- 1952 : Le colonel Foster plaidera coupable de Roger Vailland, avec Loleh Bellon, Frédéric O'Brady, Pierre Asso, à Varsovie, mise en scène de Louis Daquin : le soldat Jo
- 1999 : Le Droit à la paresse (de Paul Lafargue), mise en scène Christian Le Guillochet, théâtre du Lucernaire